# Bernard (arcybiskup Splitu)
Bernard – arcybiskup Splitu w latach 1198–1217. Już w początkowych latach sprawowania urzędu udało mu się usunąć bogomiłów ze stolicy swojej diecezji. W liście papieża Innocentego III do króla Węgier Emeryka jego działalność była ukazywana jako wzorcowa wobec ruchu bogomiłów.